# Carl Gustaf Mozart
Carl Gustaf Mozart,  (uttalas [mosa:'r]) född den 7 januari 1825 i Barkeryds socken, Jönköpings län, död den 22 februari 1917 i Tingsås församling, Kronobergs län, var en svensk präst.
Mozart blev student vid Lunds universitet 1846 och vid Uppsala universitet 1847. Han prästvigdes för Växjö stift 1848. Mozart blev komminister i Visingsö församling 1863 och kyrkoherde i Tingsås församling 1879. Han var kontraktsprost i Konga 1898–1915. Mozart blev ledamot av Vasaorden 1899.